# 罗伯特·富尔顿
罗伯特·富尔敦（英語：Robert Fulton，1765年11月14日—1815年2月24日）是美国工程师、发明家，籍貫愛爾蘭，发明了以蒸汽机为动力的新式船舶。
罗伯特·富尔顿生于宾夕法尼亚州爱尔兰移民家庭。自幼贫困。早年曾在英国学习绘画，结识詹姆斯·瓦特。后改学机械和制图，从事发明。1797年到法国，他最大的成績是18世纪末年到19世纪初年，在巴黎塞納河试验用人力旋转螺旋桨的潜水艇和用蒸汽机作为动力的船，開啟了動力船時代。
不久他回到美国。1807年在纽约使用英国的机器制成以蒸汽机作为动力的明轮船“北河号”（North River Steamboat），次年又建造两艘轮船，使之达到实际应用的水平，实现了水上交通工具的重大变革。1809年组织公司，建造渡轮。一生共造轮船十七艘。在富尔顿去世两年后，一位朋友写的关于他的传记中误写为“克莱蒙特号”（Clermont），而被后世广泛接受首次有動力船航行在哈德逊河上，为最早用轮船从事定期运输者；另外他对运河闸门和纺麻机器也有所发明。1815年逝于纽约。